# Vânia Fernandes
Vânia Fernandes, född 1985 i Funchal, är en portugisisk sångerska. Hon representerade Portugal vid Eurovision Song Contest 2008, med låten "Senhora do Mar", i den andra semifinalen den 22 maj. Hon tog Portugal till final för första gången sedan semifinalerna infördes 2004, och slutade där på 13:e plats. Detta var Portugals bästa placering på tio år.